# Direct product
In de wiskunde is het directe product van al bekende wiskundige objecten een structuur die als nieuw wiskundig object dient. In het algemeen wordt het directe product verkregen als het cartesisch product van de onderliggende verzamelingen samen met een gepast gedefinieerde structuur van de productverzameling. 
Meer abstract spreekt men over het product in de categorietheorie, die deze begrippen formaliseert.
Voorbeelden zijn de directe producten van groepen, ringen en andere algebraïsche structuren, alsook van niet-algebraïsche structuren zoals het product van topologische ruimten. 
Heel algemeen wordt het directe product van de structuren {\displaystyle {\mathfrak {X}}_{i}} gevormd door het cartesisch product {\displaystyle \prod _{i\in I}{\mathfrak {X}}_{i}} van de structuren met daarop een bewerking die componentsgewijs gedefinieerd is met behulp van de afzonderlijke bewerkingen.

## Direct product van twee groepen
Het directe product van de groepen {\displaystyle (G_{1},*_{1})} und {\displaystyle (G_{2},*_{2})} is de groep {\displaystyle (G_{1}\times G_{2},\,*)} gevormd door hun cartesisch product met daarop de bewerking: 
{\displaystyle (x_{1},x_{2})*(y_{1},y_{2})=(x_{1}*_{1}y_{1},x_{2}*_{2}y_{2})}
Dat het directe product weer een groep is, volgt onmiddellijk uit de groepseigenschappen van de samenstellende groepen.
Als {\displaystyle e_{1}} en {\displaystyle e_{2}} de neutrale elementen zijn van respectievelijk {\displaystyle G_{1}} en {\displaystyle G_{2}}, dan zijn de deelverzamelingen {\displaystyle {\tilde {G_{1}}}=G_{1}\times \{e_{2}\}} en {\displaystyle {\tilde {G_{2}}}=\{e_{1}\}\times G_{2}} ondergroepen van het directe product die  isomorf zijn met respectievelijk {\displaystyle G_{1}} en {\displaystyle G_{2}}. 
Voor twee elementen {\displaystyle (x_{1},e_{2})} en {\displaystyle (e_{1},x_{2})} geldt (de indices bij de deelbewerkingen zijn weggelaten):
{\displaystyle (x_{1},e_{2})*(e_{1},x_{2})=(x_{1}*e_{1},\,e_{2}*x_{2})=(x_{1},x_{2})=(e_{1}*x_{1},\,x_{2}*e_{2})=(e_{1},x_{2})*(x_{1},e_{2})}
Daaruit blijkt dat {\displaystyle {\tilde {G_{1}}}} en {\displaystyle {\tilde {G_{2}}}} normaaldelers
zijn van het directe product, en dat elk element {\displaystyle (x_{1},x_{2})} eenduidig geschreven kan worden als
{\displaystyle (x_{1},x_{2})={\tilde {x}}_{1}*{\tilde {x}}_{2}}
met {\displaystyle {\tilde {x}}_{1}=(x_{1},e_{2})\in {\tilde {G_{1}}}} en {\displaystyle {\tilde {x}}_{2}=(e_{1},x_{2})\in {\tilde {G_{2}}}}. 

## Direct product van eindig veel groepen
Het directe product van een eindig aantal groepen {\displaystyle {\big (}(G_{i},*_{i}){\big )}_{i=1}^{n}} is geheel analoog aan de definitie voor twee groepen en is de groep {\displaystyle (G_{1}\times \ldots \times G_{n},\,*)} gevormd door hun cartesisch product met daarop de bewerking: 
{\displaystyle (x_{1},\ldots ,x_{n})*(y_{1},\ldots ,y_{n})=(x_{1}*_{1}y_{1},\ldots ,x_{n}*_{n}y_{n})}

## Directe som
Er bestaat ook een directe som. In sommige gebieden worden deze termen door elkaar gebruikt, in andere zijn het twee verschillende concepten.